# Bjarne de la Cour
Bjarne Sigfrid Dornonville de la Cour, född 15 februari 1910 i Västerås, död 17 februari 2010 i Mandelieu i Frankrike, var en svensk ingenjör och industriledare.
Bjarne de la Cour tillhörde den franskbördiga danska släkten la Cours svenska gren. Han var son till direktören Jens Lassen la Cour och Maria Kapferer. Efter examen från Tekniska gymnasiet i Örebro 1929 gick han på Kungliga Tekniska Högskolan (KTH) där han tog civilingenjörsexamen 1934, men studerade också vid ETH i Zürich. Han blev offertingenjör vid Elektroskandia i Stockholm 1935, försäljningschef vid Elektromekano i Helsingborg 1940 och verkställande direktör vid Hvilans mekaniska verkstad i Kristianstad 1949–1975. Han var delägare i AB Arboga maskiner och styrelseledamot i Svenska Handelsbanken i Kristianstad.
Hvilan Mekaniska verkstad expanderade under de la Cours ledning till ett av Europas stora företag inom lyftdonsbranschen och en av de största arbetsgivarna i Kristianstad. Traverskranarna till Kockums i Malmö tillverkades på företaget. Bjarne de la Cour var svensk representant i olika branschsammanslutningar.
Han gifte sig 1936 med konstnären Britta de la Cour (1911–1992), dotter till agronomen Martin Ericsson och Anna Kihlmark. De fick barnen Marie-Louise (född 1939), Pierre (född 1940) och Ulric (född 1942). Genom sonen Pierre de la Cour blev han farfar till artisten Michaela de la Cour.